# Udalardo I de Barcelona
Udalardo I de Barcelona (? - c.1014) fue vizconde de Barcelona (c. 985 - c. 1014).

## Familia
Hijo del vizconde Guitard y de su esposa Geriberga, miembros de la corte de los condes Borrell II y Miró I de Barcelona. Tanto él como su hermano Geriberto fueron yernos del conde Borrell II, puesto que se casaron con dos hijas de este: Udalardo se casó con Riquilda y Geriberto con Ermengarda.
Udalardo y Riquilda tuvieron dos hijos:
- Bernardo, vizconde de Barcelona.
- Guislaberto, vizconde regente y obispo de Barcelona.

## Cautiverio en Córdoba
En el año 985 llegaron noticias de que los ejércitos del caudillo andalusí Almanzor se acercaban a la Marca Hispánica. El conde Borrell II le encomendó a Udalardo y al arcediano Arnulfo la defensa de Barcelona, pero no pudieron contener el avance sarraceno, que asaltó la ciudad y consiguió muchos prisioneros, entre ellos el mismo Udalardo. Entonces fue llevado preso a la capital del Califato de Córdoba, en tiempos de Hisham II. Durante el cautiverio, que duró cinco años, su hermano Geriberto de Barcelona rigió el vizcondado.
Udalardo y el arcediano Arnulfo, futuro obispo de Osona, fueron liberados a mediados de 990 y al llegar a Barcelona volvió a coger las riendas del vizcondado hasta su muerte. Fue sucedido por su hijo mayor, Bernat, que murió poco después y dejó un hijo, Udalardo II, menor de edad, razón por la cual el hijo menor de Udalardo I se convirtió en regente del vizcondado de Barcelona.